# 立法議会 (ネパール)
立法議会（りっぽうぎかい、ネパール語: Byabasthapika-Sansad, 英語: Legislature-Parliament）は、ネパールでかつて存在した立法府である。
制憲議会（定数601人）が組織されれば解散され、新憲法制定後、再び正式な立法府が選出される。2007年実施予定とされていた制憲議会選挙は、2008年4月10日に延期の上で実施され、2008年5月28日招集された。

## 概要
- 設置年：2007年（暫定議会として）
- 任期：不定（制憲議会が初回の会議を行うまで）（2007年暫定憲法第45条第4項）
- 定数：330（2007年暫定憲法第45条第1項）
  - 209人：2002年のギャネンドラ王による下院解散までに議席を有していた各政党の議員。ネパール会議派 (Nepali Congress)、ネパール共産党統一マルクス・レーニン主義派 (NCP(UML))など主要7政党[1]とその他各政党で構成される（同項a号）。
  - 73人：ネパール共産党毛沢東主義派 (NCP (Maoist))（同項b号）。
  - 48人：統一左翼戦線の中から、各階層、宗教、民族等に基づき選出 （同項c号)）[2]

## 参考・外部リンク
- Parliament of Nepal 立法議会（英語）
- Inter-Parliamentary Union 列国議会同盟（英語）
- Nregal 立法議会（英語）